# Гойт Сенфорд Ванденберг
Гойт Сенфорд Ванденберг (англ. Hoyt Sanford Vandenberg; 24 січня 1899 — 2 квітня 1954) — генерал ВПС США, директор військової розвідки (1946—1947), начальник штабу ВПС США (1948—1953).

## Біографія

### Освіта
Навчався в школах Брукфілда (1924) і Келліфілда (1924), тактичній школі Військово-повітряних сил США (1935).

### Військова служба
З 1939 року служив у відділі планування штабу ВПС США. З початком Другої світової війни його призначено офіцером з оперативних питань і бойової підготовки штабу ВПС США. У червні 1943 року направлено у Велику Британію для організації ВПС у Північній Африці. Брав участь у створенні 12-го авіаційного з'єднання. З 1943 року — начальник штабу Північно-західних африканських стратегічних сил.
З липня 1945 року — помічник начальника штабу ВПС США. З січня 1946 року — директор розвідки Військового департаменту Генштабу. З 1948 року — начальник штабу ВПС США. З 1953 року у відставці.